# Флёри, Эдуард
Эдуа́рд Флёри́ (фр. Édouard Fleury), настоящее имя Эдуард Юссо́н или Гюссон (Édouard Husson; 7 сентября 1815, Лан (город) — 4 июля 1883, Ворж, Эна) — французский историк, журналист, археолог, рисовальщик и фотограф-любитель. Старший брат писателя Шанфлёри.
Руководил периодическим изданием «Journal de l’Aisne» («Газета Эны»). Оставил значительные труды по истории департамента Эна. Завещал кабинету эстампов Национальной библиотеки Франции своё собрание более чем 11 тысяч рисунков, гравюр и фотографий.

## Издания
- История до XIX века
  - «Antiquités et monuments du département de l’Aisne» (П., 1877—1882; часть 1; часть 2; рисунки),
  - «La Civilisation et l’art des Romains dans la Gaule-Belgique» (П., 1860; гугл-скан);
  - «Histoire de Sainte Radegonde, Reine de France au VIe siècle et patronne de Poitiers» (Пуатье, 1847; скан);
  - «Les peintures murales dans les églises du Laonnois» (Лаон, 1860; скан);
  - «Les Manuscrits à miniatures de la bibliothèque de Laon (et de celle de Soissons)» (1863—1865; изд. 1863; изд. 1865);
  - «Origine et développement de l’art théâtral dans la province de Reims» (1881);
  - «Trompettes, jongleurs et singes de Chauny» (Сен-Кантен, 1874)
- История XIX века
  - «Le département de l’Aisne en 1814» (1858);
  - «Le Diocèse de Laon pendant la Fronde» (Лаон, 1858; скан);
  - «Études révolutionnaires» (1849—1858) включало:
    - «Roch Marcandier» (Лаон, 1850; скан);
    - «Babœuf et le socialisme en 1796» (П., 1851; скан);
    - «Camille Desmoulins et Roch Marcandier» (П., 1852; скан);
    - «Saint-Just et la terreur» (П., 1852; скан);
    - «Le clergé du Département de l’Aisne pendant la Révolution» (П., 1853 скан);
    - «Le Camp de Soissons et les fédérés» (1870) и др.;